# Harry Studt
Harry Studt (* 20. Februar 1899 in Breslau; † 23. Januar 1976 in Potsdam) war ein deutscher Schauspieler, Intendant, Regisseur sowie Synchron- und Hörspielsprecher.

## Leben
Die erste bekannte Station seiner Berufslaufbahn als Schauspieler war für Harry Studt das Albert-Theater in Dresden. Weiter hatte er Mitte der 1930er Jahre Engagements in Berlin an der Volksbühne und am Theater am Nollendorfplatz. Von 1948 bis 1952 war er Intendant am Elbe-Elster-Theater in der Lutherstadt Wittenberg, wo er auch als Schauspieler auf der Bühne stand. Mitte der 1950er Jahre begann er bei der DEFA als Produktionsleiter zu arbeiten, bevor er selbst für Kinofilme und den Deutschen Fernsehfunk vor der Kamera stand. Zeitgleich begann er Rollen als Synchronsprecher bei der DEFA und als Sprecher für Hörspiele beim Rundfunk der DDR zu übernehmen. 

## Filmografie

### Schauspieler
- 1954: Ernst Thälmann – Sohn seiner Klasse
- 1959: Fernsehpitaval: Der Fall Jakubowski (Fernsehreihe)
- 1960: Einer von uns
- 1961: Gewissen in Aufruhr (Fernsehmehrteiler)
- 1962: Wohl dem, der lügt (Fernsehfilm)
- 1963: Reserviert für den Tod
- 1963: Die Spur führt in den 7. Himmel (Fernsehmehrteiler, 5. Folge)
- 1964: Lütt Matten und die weiße Muschel
- 1967: Das Tal der sieben Monde
- 1967: Geheimcode B/13 (Fernsehmehrteiler)
- 1968: Ich – Axel Cäsar Springer (Fernsehmehrteiler, 1 Episode)
- 1969: Krupp und Krause (Fernsehmehrteiler, 3 Episoden)
- 1970: Effi Briest (Fernsehfilm)
- 1970: Jeder stirbt für sich allein (Fernsehdreiteiler)

### Produktionsleiter
- 1954: Kein Hüsung
- 1955: Ein Polterabend
- 1955: Robert Mayer – Der Arzt aus Heilbronn
- 1956: Zar und Zimmermann
- 1957: Mazurka der Liebe

## Theater

### Schauspieler
- 1929: Edgar Wallace: Der unheimliche Mönch – Regie: Joe Münch (Albert-Theater Dresden)
- 1935: Friedrich Bethge: Marsch der Veteranen – Regie: Bernhard zu Solms-Laubach (Volksbühne Berlin)
- 1936: Fritz Stavenhagen: Mutter Mews – Regie: Lucie Höflich (Volksbühne Berlin)
- 1936: Bela Jenbach/Heinz Reichert/Franz Lehár: Der Zarewitsch – Regie: Bernhard zu Solms-Laubach (Theater am Nollendorfplatz)
- 1938: Rudolf Weys/Robert Stolz: Der süßeste Schwindel der Welt – Regie: Hans Stiebner (Theater am Nollendorfplatz)
- 1949: Georg Kaiser: Die Spieldose – Regie: Karl-Heinz Stöhr (Elbe-Elster-Theater Lutherstadt Wittenberg)

## Hörspiele

### Sprecher
- 1958: Rolf Guddat: Mord an der Grenze (Kriminalkommissar) – Regie: Wolfgang Brunecker (Kriminalhörspiel – Rundfunk der DDR)
- 1959: Anna Schlotterbeck/Friedrich Schlotterbeck: Stürmische Tage (General von Oven) – Regie: Helmut Hellstorff (Hörspiel – Rundfunk der DDR)
- 1960: Axel Kielland: Einer sagt nein (Oberst Julian Grayson) – Regie: Wolfgang Brunecker (Hörspiel – Rundfunk der DDR)
- 1961: Klaas Smelik: Der Untergang der Eppie Raina (Inspekteur) – Regie: Edgar Kaufmann (Hörspiel – Rundfunk der DDR)
- 1961: Anita Heiden-Berndt: Der Anfang (Beates Vater) – Regie: Uwe Haacke (Kinderhörspiel – Rundfunk der DDR)
- 1961: Rolf Gumlich/Ralph Knebel: Einen großen Whisky für den Fisch (Oberst) – Regie: Fritz-Ernst Fechner (Hörspiel – Rundfunk der DDR)
- 1962: Hannes Hüttner: Ärger mit dem Philosophenzug (Oberst) – Regie: Uwe Haacke (Hörspiel – Rundfunk der DDR)
- 1963: Rolf Schneider: Die Unbewältigten (IDr. Kupfer) – Regie: Edgar Kaufmann (Hörspiel – Rundfunk der DDR)
- 1963: Rolf Schneider: Der Ankläger – Regie: Fritz Göhler (Hörspiel – Rundfunk der DDR)
- 1964:Adam Kuckhoff: Till Eulenspiegel – Regie: Fritz Göhler (Hörspiel – Rundfunk der DDR)
- 1966: Wilhelm Hauff: Vetter Charles – Regie: Maritta Hübner (Kinderhörspiel – Rundfunk der DDR)

### Regie
- 1962: Horst W. Lukas: Aufenthalt – (Hörspiel – Rundfunk der DDR)

## Synchronisation
- 1965: Bohumil Šmída als Dr. Schäure in Chronik eines Mordes
- 1974: Károly Kovács als Daniel in Die Vergeltung